# Pörsdorf (Kraftsdorf)
Pörsdorf ist ein Ortsteil von Kraftsdorf im Landkreis Greiz in Thüringen.

## Geografie
Das Haufendorf Pörsdorf liegt nördlich von Töppeln und westlich von Mühlsdorf und südlich der Bundesautobahn 4 in einer flachen Mulde bei etwa 300 Meter über NN auf einer Buntsandsteinhochfläche in kupiertem Gelände. Die Landesstraße 1070 verläuft im Tal und verbindet die Städte Hermsdorf und Gera mit Anschluss für die Dörfer.

## Geschichte
Das nur 228 ha Fläche besitzende Dörfchen wurde am 13. April 1333 erstmals urkundlich genannt. Am 1. Oktober 1922 erfolgte die Vereinigung der beiden Anteile der Gemeinde (reußischer Anteil mit 113 Ew., altenburgischer Anteil mit 7 Ew. – Volkszählungsergebnis 1919). Den Ortskern prägt die Kirche. Der Ort war und ist landwirtschaftlich geprägt.

### Rittergut Pörsdorf
Pörsdorf war ein Rittergut. Mit dem Besitz des Rittergutes verbunden war die Patrimonialgerichtsbarkeit in Form der Erbgerichtsbarkeit über Ort und Flur Pörsdorf. Die niedere Gerichtsbarkeit wurde zum 1. Januar 1855 aufgehoben.
Das Rittergut Pörsdorf und das Rittergut Mühlsdorf entstanden 1672 durch Erbteilung des Ritterguts Töppeln. Die Rittergüter Pörsdorf und Mühlsdorf waren nun im Eigentum unterschiedlicher Angehöriger der Familie von Ende. Seit 1706 waren beide Güter im Besitz des gleichen Eigentümers. Dies war zunächst die Familie von Ende, seit 1757 Senft von Pilsach, seit 1804 von Flanz und seit 1821 Kretschmar.

## Sehenswürdigkeiten

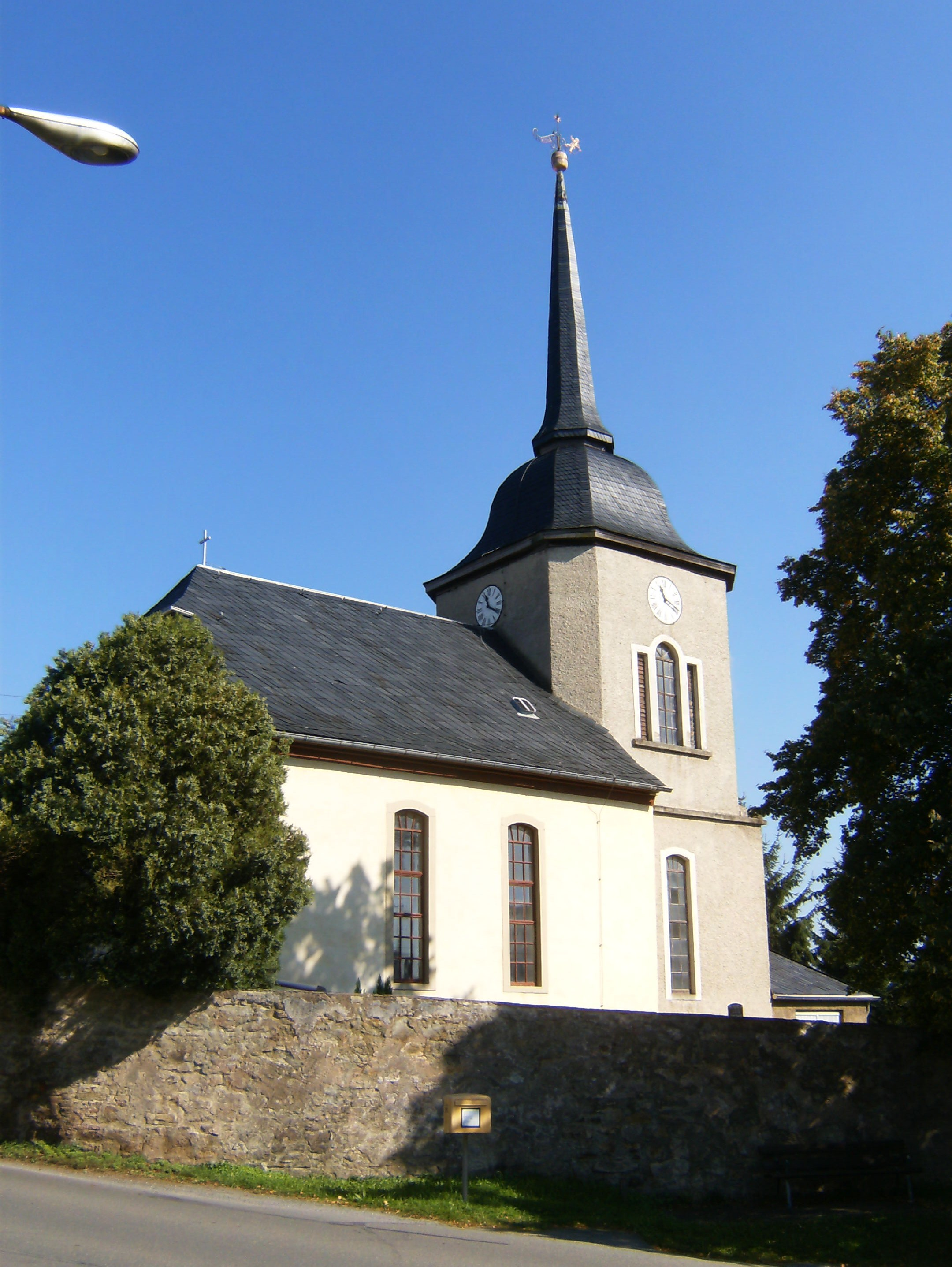
Kirche

- → Hauptartikel: Dorfkirche Pörsdorf